# Ludwig Rellstab (joueur d'échecs)
Pour le critique musical, voir Ludwig Rellstab.
Ludwig Rellstab est un joueur d'échecs allemand né le 23 novembre 1904 à Schöneberg et mort le 14 février 1993 à Wedel. Champion d'Allemagne en 1942, il a reçu le titre de maître international à sa création 1950.

## Tournois individuels
Dans les tournois individuels, Rellstab remporta :
- le tournoi d'accession A (Hauptturnier A) du congrès allemand d'échecs de Duisbourg en 1929 (+6 =2) ;
- le tournoi de Berlin 1930 (ex æquo avec Friedrich Sämisch), devant Carl Ahues ;
- le tournoi de Berlin 1931, devant Carl Ahues et Friedrich Sämisch ;
- le tournoi de  Zoppot en 1937, devant Gideon Stahlberg et Lajos Steiner ;
- Berlin 1937,ex æquo avec Carlos Guimard et devant Georg Kieninger ;
- Bad Elster 1937, devant Efim Bogoljubov, Paul Michel, Kurt Richter, Jiri Pelikan et Friedrich Sämisch ;
- Berlin 1938, ex æquo avec Albert Becker, devant Paul Michel, Erich Eliskases et Kurt Richter ;
- le championnat d'Allemagne 1942 à Bad Oeynhausen ;
- le tournoi de Stuttgart de 1947, devant Ahues, Bogatyrtchouk et Bogoljubov ;
- Cuxhaven, ex æquo avec Bogoljubov et Pfeiffer.

Il finit troisième du tournoi international de Swinemünde en 1930, du championnat d'Allemagne de 1937 à Bad Oeynhausen, du tournoi de Beverwijk (Wijk aan Zee) en 1952 et du tournoi de Madrid en 1959. Il fut huitième au tournoi Europa à Munich 1942 (victoire de Alakhine), sixième à Salzbourg 1943.

## Compétitions d'équipe
Rellstab  a représenté l'Allemagne lors de l'olympiade non officielle de 1936, médailles de bronze par équipe et individuelle au cinquième échiquier, ainsi que des olympiades officielles de 1950 (médaille de bronze par équipe), 1952 (médaille d'or individuelle) et 1954. Lors du premier championnat d'Europe d'échecs des nations, en 1957, il remporta la médaille de bronze individuelle au neuvième échiquier.